# Ophiocordyceps caloceroides
Ophiocordyceps caloceroides är en svampart som först beskrevs av Berk. & M.A. Curtis, och fick sitt nu gällande namn av Petch 1933. Ophiocordyceps caloceroides ingår i släktet Ophiocordyceps och familjen Ophiocordycipitaceae.   Inga underarter finns listade i Catalogue of Life.